# Mac Ragnall
Mac Ragnall ou mac Ragnaill c'est-à-dire fils de Ragnall  (mort en 942) est un Viking du Xe siècle, sans doute issu des Uí Ímair qui s'implante sur l'île de Man de 937 à 942.
Selon les Annales des quatre maîtres et les Annales d'Ulster qu'en 942, « Dún Lethglaise », Downpatrick, dans l'actuel  Comté de Down, a été pillé par  les étrangers conduits par le « fils de Raghnall  ».  L'annaliste précise ensuite que « Dieu et Patrick prirent vite vengeance de lui pour cet acte, car [d'autres] étrangers rencontrèrent la mer et les attaquèrent sur leur île  » (c'est-à-dire l'île de Man), de sorte que le fils de Raghnall, leur chef, s'échappa vers le « pays principal » (l'Irlande) et qu'il y est tué par Matudán mac Áeda roi d'Ulster, en « vengeance de Patrick », moins d'une semaine après le pillage 
Ce « mac Ragnall  »,  peut-être identifié pour des raisons chronologiques à un fils de Ragnall Uí Ímair plutôt que de Ragnall Gothfrithson. Il semble qu'après la défaite d'Olaf Gothfrithson et de ses alliés et la mort du roi des Îles Gebeachan lors de la bataille de Brunanburh en 937, il se soit brièvement assuré le contrôle de l'île de Man. Ses raids ont peut-être amené d'autres Vikings locaux à l'attaquer et à l'expulser d'où son retour en Irlande où il est tué